# Liriomyza polygalae
Liriomyza polygalae är en tvåvingeart som beskrevs av Erich Martin Hering 1927. Liriomyza polygalae ingår i släktet Liriomyza och familjen minerarflugor.
Artens utbredningsområde är Schweiz. Inga underarter finns listade i Catalogue of Life.